# La Charmeuse
Pour plus de détails, voir Fiche technique et Distribution.
La Charmeuse (The Charmer)  est un film américain réalisé par Sidney Olcott, pour Paramount, sorti en 1925 avec Pola Negri dans le rôle principal.

## Synopsis
Sollicitée par un imprésario, une jeune danseuse espagnole est engagée en Amérique. Elle se dispute les faveurs d'un gentleman et de son chauffeur, homme très sympathique qui obtiendra à la fin, le cœur et la main de la belle.

## Fiche technique
- Réalisation : Sidney Olcott
- Scénario : Sada Cowan d'après un roman d'Henri Baerlein[1]
- Directeur de la photo : James Wong Howe
- Montage : Patricia Rooney
- Producteur : Jesse L. Lasky, Adolph Zukor
- Distribution : Paramount
- Durée : 79 min (6 bobines ; 5 988 pieds)
- Date de sortie :
  - États-Unis : 20 avril 1925 (New York)
  - France : 16 octobre 1925 (Paris)

## Distribution
- Pola Negri : Mariposa
- Wallace MacDonald : Ralph Bayne
- Robert Frazer : Dan Murray
- Trixie Friganza : Mama
- Cesare Gravina: Señor Sprott
- Gertrude Astor : Bertha Sedgwick
- Edwards Davis : M. Sedgwick
- Mathilde Brundage : Mme Bayne

## Production
Le film est tourné aux studios Paramount, Melrose Avenue, Hollywood.